# 2. World Scout Jamboree 1924
Das 2. World Scout Jamboree (Weltpfadfindertreffen) wurde vom 10. bis 23. August 1924 in Ermelunden in Dänemark abgehalten. Es kamen etwa 5000 Pfadfinder aus 34 Ländern und britischen Kolonien, erstmals nahmen auch deutsche und österreichische Pfadfinder an dem Jamboree teil.

## Vorfeld
Großbritannien veranstaltete am Anfang des Augusts 1924 ein Imperial Jamboree in Wembley, Middlesex im Zuge der British Empire Exhibition. Über 1.000 Pfadfinder aus 25 Teilen des Commonwealths und des Empires folgten der Einladung und besuchten das Event, zusätzlich erschienen 10.000 Pfadfinder des Vereinigten Königreichs auf dem Imperial Jamboree. Die Vorführungen und Zeremonien fanden im Wembley-Stadion statt. Die Pfadfinder campierten im nahe gelegenen Wembley Paddocks in engen Quartieren. Eduard VIII., der sich die Vorführungen im Stadion ansah, besuchte ein Lagerfeuer und blieb für eine Nacht in einem Zelt in den Paddocks.

## Durchführung
Das Wembley Jamboree half den Organisatoren eine bessere Versorgung für alle Teilnehmer des 2. World Scout Jamborees in Ermelunden, nördlich von Kopenhagen, sicherzustellen. Das Imperial Jamboree endete am 8. August, also nur zwei Tage vor dem Start des World Scout Jamborees. Dänemark hat einen vergleichsweise kleinen Anteil an Pfadfindern, deshalb hatte man am Anfang Zweifel, ob die dänischen Pfadfinder den Aufwand bewältigen können und das Jamboree erfolgreich durchführen können. Der Hauptverantwortliche für die Organisation war Christian Holm, der President der Det Danske Spejderkorps. Insgesamt gab es 3 Verantwortliche für die Planung, Organisation und Verwaltung des Events und obwohl alle noch sehr jung waren, konnten sie das Jamboree erfolgreich durchführen.
Das zweite World Scout Jamboree wurde offiziell am 10. August 1924 von Konteradmiral Carl Carstensen, als Vertretung für König Christian X., eröffnet. Vierzehn Länder nahmen mit verschiedenen Gruppen am den World Scout Championships teil, ein Wettbewerb, in dem verschiedene Fähigkeiten der Pfadfinder getestet wurden, wie Hygiene, Disziplin, Lagerfeuerlieder, Volkstanz, Schwimmen, Handwerk und ein Hindernislauf. Die Boy Scouts of America gewann, Großbritannien wurde zweiter und Ungarn belegte den dritten Platz. Es wurde entschieden den Wettbewerb auf zukünftigen Jamborees nicht durchzuführen, um zu verhindern, dass die internationale Gemeinschaft durch zu starken Nationalismus gestört wird.
Robert Baden-Powell kam auf dem Jamboree nach dem Eröffnungstag an und bekam eine Willkommensparade von allen Pfadfindern. Als er anfing zu Reden begann es zu regnen und alle Anwesenden wurden nass. Aus diesem Grund nannte man Baden-Powell Bademester, dänisch für „Bademeister“. Am letzten Sonntag wurden das Camp von König Christian besucht, ebenfalls in strömenden Regen, am Nachmittag verlieh Baden-Powell die Preis des World Scout Championship und sagte: „I have seen great numbers of Scouts in my life, but I have never seen any as wet as you are!“ („Ich habe bereits viele Pfadfinder in meinem Leben gesehen, aber noch nie so nasse wie euch!“).  Wegen der großen Wassermassen musste ein Teil des Camps zwischenzeitlich evakuiert werden.
König Christian X und Königin Alexandrine nahmen an der Abschlusszeremonie teil. Die dritte World Scout Conference wurde gleichzeitig in Kopenhagen abgehalten.
Im Gegensatz zum 1. World Scout Jamboree brachten die dänischen Pfadfinder alle Gäste in Zelten unter und organisierten die Gäste in Truppen und Units, ein Modell, das bis heute verwendet wird. In der Woche nach dem eigentlichen Jamboree blieben Pfadfinder aus dem Ausland bei Gastfamilien.